# Emanuel Zagert
Emanuel Alexander Zagert (Resistencia, 18 de septiembre de 1995) es un futbolista profesional argentino que juega como delantero en Villa San Carlos de Berisso, de la Primera B Metropolitana, Tercera división del sistema de Ligas del Fútbol Argentino.

## Trayectoria
Zagert comenzó su carrera en el club Central Norte Argentino de Resistencia Chaco Argentina para después pasar a las inferiores de Gimnasia y Esgrima de la Primera División argentina.
En 2016, Zagert fue cedido a préstamo al Club Estudiantes de San Luis de la Primera B Nacional. Hizo su primera aparición el 29 de enero de 2016 durante la victoria por 2-1 sobre Juventud Unida Universitario, entrando como suplente en Estudiantes (San Luis) con un gol de desventaja. Regresó a Gimnasia y Esgrima en julio de 2016.
Un año después, el 19 de julio de 2017, Zagert fue cedido al Club Atlético Villa San Carlos de la Primera B Metropolitana. Debutó el 26 de septiembre en una derrota ante San Miguel, antes de marcar de manera consecutiva en febrero de 2018 ante Tristán Suárez y Barracas Central.
San Telmo completó el fichaje de Zagert en julio de 2019. Anotó cuatro veces en sus primeros nueve partidos.
A comienzos de julio de 2023, el jugador que pertenece a Villa San Carlos es incorporado por el Atlético Bucaramanga de la Primera División de la Liga Colombiana. Se va a préstamo hasta junio de 2024 con opción de compra de 200 mil dólares por el 70% de sus derechos.

## Palmarés

### Campeonatos nacionales
| Título          | Equipo               | País     | Año  |
| --------------- | -------------------- | -------- | ---- |
| Torneo Apertura | Atlético Bucaramanga | Colombia | 2024 |